# Trapecio Negro (kulle i Antarktis)
Trapecio Negro är en kulle i Antarktis. Den ligger i Västantarktis. Argentina, Chile och Storbritannien gör anspråk på området. Toppen på Trapecio Negro är 127 meter över havet.
Terrängen runt Trapecio Negro är huvudsakligen kuperad, men åt nordväst är den platt. Havet är nära Trapecio Negro söderut. Trakten är obefolkad. Det finns inga samhällen i närheten.